# Кружляк, Доминик
Доминик Кружляк (словац. Dominik Kružliak; род. 10 июля 1996, Словакия) — словацкий футболист, защитник.

## Карьера

### Клубная
Доминик Кружляк выступал в молодёжной команде «Ружомберок». 29 марта 2014 года, Кружляк дебютировал за «Ружомберок» в матче против «Злате Моравце», выйдя на 59 минуте на замену вместо травмированного Лукаша Грешшака.
19 июня 2023 года Кружляк подписал контракт с «Волосом», в клуб чемпионата Греции он перешёл по свободному трансферу. 5 сентября 2023 года, после поражения Волоса от АЕК Афины со счётом 3–2, клуб расторг его контракт, поскольку он считался ответственным за поражение после того, как пропустил пенальти в добавленное время, реализованный Нордином Амрабатом.

### Международная
Доминик Кружляк сыграл за сборную Словакия 1 матч. 27 января 2017 года в товарищеском матче в Абу-Даби против сборной Швеции.

## Статистика
Статистика выступлений Доминика Кружляка.
| Год     | Клуб       | Игр | Голов |
| ------- | ---------- | --- | ----- |
| 2013/14 | Ружомберок | 9   | 0     |
| 2014/15 | Ружомберок | 26  | 1     |
| 2015/16 | Ружомберок | 26  | 2     |
| 2016/17 | Ружомберок | 32  | 0     |
| 2017/18 | Ружомберок | 19  | 5     |
| Всего   | Всего      | 112 | 8     |